# اچ‌ام‌اس افلک (کی۴۶۲)
اچ‌ام‌اس افلک (کی۴۶۲) (به انگلیسی: HMS Affleck (K462)) یک کشتی بود که طول آن ۳۰۶ فوت (۹۳ متر) بود. این کشتی در سال ۱۹۴۳ ساخته شد.